# The King of Metal
The King Of Metal – szósty album studyjny zespołu Blaze Bayley wydany 20 marca 2012 roku przez wytwórnię Blaze Bayley Recordings. Jest to pierwsza płyta zespołu, na której zagrali muzycy sesyjni zamiast instrumentalistów ze stałego składu. 

## Lista utworów
1. „The King of Metal” – 2:48
2. „Dimebag” – 6:01
3. „The Black Country” – 4:38
4. „The Rainbow Fades to Black” – 4:34
5. „Fate” – 3:19
6. „One More Step” – 3:29
7. „Fighter” – 7:27
8. „Judge Me” – 5:17
9. „Difficult” – 6:06
10. „Beginning” – 3:35

## Twórcy
| Blaze Bayley w składzie - Blaze Bayley – wokal, produkcja - Andy Neri – gitara - Thomas Zwijsen – gitara, produkcja (asystent) - Lehmann – gitara basowa - Claudio Tirincanti – perkusja Gościnnie - Rick Plester – gitara - Daan Willem Dragt – pianino (6) - Tineke Roseboom – wokal | Personel - Lehmann – inżynier dźwięku - Roaul Soentken – inżynier dźwięku, miksowanie (6, 8, 10) - Rick Plester – miksowanie (2) - Andreas Sandberg – projekt okładki - Trudi Knight – projekt graficzny - Giulia Valentino – zdjęcia - Jason Edwards – mastering |